# 那覇ホイール地区

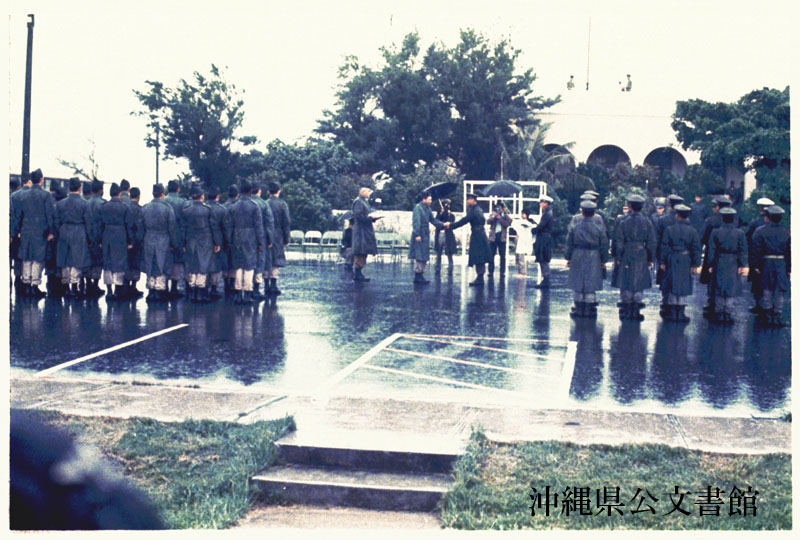
那覇ホイール地区での1972年5月の自衛隊への移管式典。大雨のなかおこなわれた。

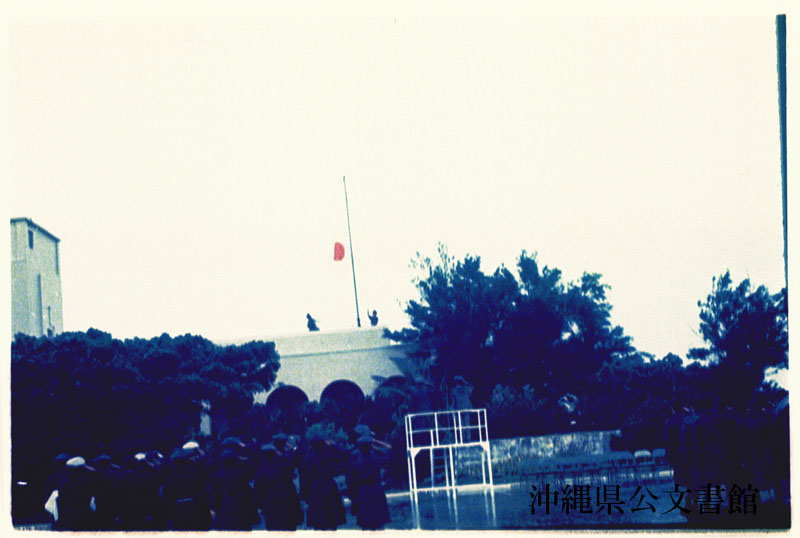
那覇ホイール地区での1972年5月の式典。アメリカ領事館の白い建物に日本の国旗があげられる。

那覇ホイール地区 (なはホイールちく 英語 Naha Port Wheel ) は那覇港湾施設 (那覇軍港) の背後地 (南側) にあった米軍基地で、現在は陸上自衛隊の那覇駐屯地となっている。

## 概要

### ナハ・ポート・ホイール

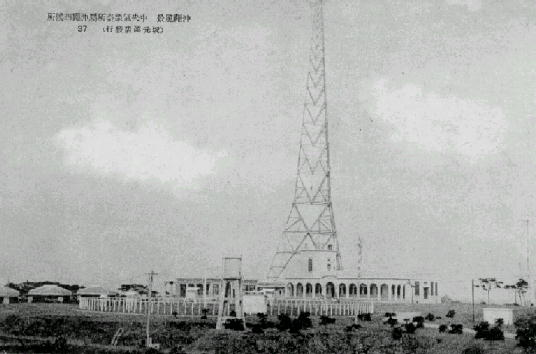
1930年頃の沖縄地方気象台と鉄塔。

那覇ホイール地区に関しては沖縄返還協定の施設番号もなく、今のところ入手できる資料が限られているが、北側には那覇港湾施設 (那覇軍港)、西側には那覇海軍航空施設 (那覇空港 Naha AB)、また南側に那覇空軍・海軍補助施設に隣接した場所に位置していた。那覇港湾施設の背後地としてだけではなく、兵舎や学校、アメリカ総領事館などがあった。
沖縄返還協定では米軍使用が解除される C表-5 にリストされており。1972年に陸上自衛隊に移管され、現在は陸上自衛隊那覇駐屯地となっている。
1945年6月4日: 沖縄戦で米軍が小禄に上陸、以降小禄半島の小禄村は6の米軍基地が連なり、そのほぼ全域 (83%) が米軍基地として長らく接収されていた。
| 沖縄返還協定での名称 | 沖縄返還協定での名称     | 旧名称                   | 備考                 |
| -------------------- | ------------------------ | ------------------------ | -------------------- |
| 64                   | 那覇港湾施設             | 那覇軍港                 |                      |
| 65                   | 那覇サーヴィス・センター | 那覇サーヴィス・センター | 返還                 |
| 66                   | 那覇空軍・海軍補助施設   | 那覇空軍・海軍補助施設   | C表: 空自 那覇基地   |
| 67                   | 那覇サイト               | 那覇陸軍補助施設         | B表: 空自 那覇基地   |
| 89                   | 那覇海軍航空施設         |                          | 返還 沖縄空港        |
|                      | 那覇ホイール地区         |                          | C表: 陸自 那覇駐屯地 |

### 陸自 那覇駐屯地への移管
- 1972年5月、返還協定了解覚書Ｃ表に基づき米軍の那覇ホイール地区が返還され、自衛隊に引き継がれる。10月1日、陸上自衛隊 那覇駐屯地が開設される[1]。

沖縄公文書館の資料にある那覇ホイール地区の写真 (アメリカ陸軍が撮影) はこの時の移管の式典を撮影したものと思われる。1972年5月15日は大雨だったが、そんななか沖縄のアメリカ総領事館の白い建物の前で、アメリカの星条旗の代わりに日本の国旗が掲揚されるのを不動で見守る隊員らの写真が数枚公開されている。

## 施設

### 沖縄地方気象台跡
那覇ホイール地区を象徴する建物は、上記の返還式典で使われているアーチが連なる白い建物であり、それは沖縄戦後すぐに那覇軍港の本部として使用され、後に沖縄のアメリカ総領事館となった建物だが、これはもともとは戦前の沖縄地方気象台の建物だった。
沖縄地方気象台は小禄村字鏡水名座原、通称ガジャンビラ高台の約2,500坪の土地に庁舎と無線塔2基をかまえ、1927年4月から業務を開始し、当時最新鋭の計器で気象観測を無線で西南地域の船舶に伝達した。
気象情報は軍隊には最も不可欠な機密情報の一つであり、雲や雨風の予測は、日本軍の航空機による特攻作戦を成功に導くための重要な任務とされたため、1945年3月に激しい米軍の攻撃にさらされた後は、職員らは準備していた壕に計器をもって移転し、そこから気象観測を日本軍に送り続けた。沖縄の気象予報の記録は、1945年5月25日を最後に途絶える。職員38人のうち33名が沖縄戦で命を落としたといわれている。
一方で、建物のほうは爆撃でボロボロになりながらもなんとか全壊をまぬがれた。小禄半島に上陸した米軍はすぐさま建物を那覇軍港の司令部として利用した。現存する写真を確認すれば、米軍が戦前の原型を残し、優雅な建物に修復したことがわかる。そしてその後はアメリカの総領事館となり、やがて1972年には那覇ホイール地区の自衛隊との引継ぎの式典に使われた。そして1987年に取り壊された。
しかし、米軍基地から返還された後も、沖縄戦を生きのびたこの建物が県民の目に触れることはなかった。いまは跡地に小さなプレートが残るが、自衛隊の基地のなかにあるため一般に訪れることはできない。基地のフェンスの外側に掲気象台跡地を示すプレートが設置されている。

### クバサキ・ハイスクール
クバサキ・ハイスクールは、米軍人と軍属の子弟の学校施設が沖縄市の久場崎学校地区から一部の学校施設が移転したもので、1957年から1964年まで運営された。通学はスクールバスが使われた。

## 参考項目
- 沖縄の米軍基地